# ヘタコイ
『ヘタコイ』は中野純子によるラブコメディ漫画作品。

## 概要
『週刊ヤングジャンプ (YJ) 』誌上において2007年8号より2011年46号にかけて連載。前作『ちさ×ポン』に続き、青年誌および『YJ』における作者3作目となる連載作品。週刊誌での連載ではあるが、前作に続き本作も月一回掲載の連載形式をとっていた。単行本はヤングジャンプ・コミックスレーベルより全10巻が発売されている。連載に先立ち、世界設定を共有した読切「カタコイ」が、また連載終了後に後日談となる番外編「イロコイ」が執筆されている。
ジジ臭さから「ご隠居様」と渾名される恋愛下手な大学生駒井静を主人公とし、彼が憧れる大学の先輩篠原流香との関係を中心とした恋愛模様が描かれる。
2008年2月にはVOMIC（音声つき漫画）が配信された。
なお、中野は『ヘタコイ番外編 イロコイ』発表のおよそ5ヶ月後に病死、同作が最後の著作となった。

## あらすじ
駒井静は大学1年生、真面目で心優しく面倒見のいい青年だが、温泉と盆栽いじりとぬか床を趣味としており、まわりからは「ご隠居様」といわれジジくさく扱われている。ある日、旅先の旅館の露天風呂で陰部を丸出しで倒れている全裸の女性を初めて見てしまう。それから入った大学のサークル「旅と温泉愛好会（通称、タビセン）」の先輩、篠原流香があの女性だと知ってしまう。それから静の波乱の大学生活が始まった。

## 登場人物
声の項はVOMIC版のもの。
駒井 静（こまい しずか）
声 - 下野紘
主人公。20歳だが一浪しているため大学1年生。高校時代は卓球部にいた。「旅と温泉愛好会（タビセン）」所属。両親は海外赴任しており弟の勇と2人暮らし。実弟の勇や妹分とも言うべき幼なじみの琴乃にいつも小言を言ったり盆栽いじりとぬか床コネというジジ臭い趣味を持つことから、流香から「御隠居様」、那智らから「コマじぃ」と渾名されている。生真面目で心優しく責任感が強く周囲からの人望も厚い画に描いたような「お人好し」ぶり。日常生活も規則正しく、勇の食事も作るなど弟の勇や幼馴染の5つ下の琴乃の家庭教師をするなど面倒見も非常に良い。ただ恋愛や女性関係に関しては非常にウブで、心霊モノが苦手。流香に惹かれ、衝撃的出会いが基で流香からは当初避けられていたが、那智や勇や琴乃など周りの協力もあって徐々にその距離を縮めていく。童貞だったが、島津との交際中に初体験。愛車はホンダ・レジェンド。
篠原 流香（しのはら るか）
声 - 生天目仁美
ヒロイン。20歳。静のタビセンの先輩で大学2年生の処女。温泉に入ることが三度の飯より大好きで、明るくおっとりとした優しい性格。整った顔立ち・巨乳・ナイスバディとビジュアルが優れているのでよくモテ、男子に告白されるのは日常茶飯事だが、静同様ウブで恥ずかしがり屋なところがあり恋愛下手な部分があるほか、料理と心霊が苦手で泳げないなどやや鈍くさい部分もある。大学3年生になって「旅と温泉愛好会」の会長に就任する。静との衝撃的な出会いや、土屋との過去のトラウマが基で当初は静との接触を避けていたが、周囲の協力もあり真面目で人の良い静に比較的早い段階から徐々に心を開いて行き惹かれていく。
矢治 三朗（やじ さぶろう）
声 - 川田紳司
静の高校の先輩。20歳。卓球部では主将を務めた。女子率の高いタビセンに女目的のために静と共に入る。二浪しているため大学では静と同学年となっている。明るく活発な盛り立て屋で体育会系特有の熱さも兼ね備えるが基本的に軟派な部分が目立ち、タビセンの女子会員ほぼ全員から避けられている。あだ名は「わいチン」。
野島 那智（のじま なち）
声 - 石川千鶴
流香の同期でルームメイトで親友の、大学2年生。20歳。明るく盛り立て屋だが、どちらかといえば言いたいことはハッキリ言うサバサバした性格で、恋愛についても垢抜けている。タビセン一の酒豪。流香にいつも静とのことでアドバイスをしたり、相談を受けている。「御隠居様」を「ごインポ様」。「堂本君」を「童貞君」。と品の無い言い間違いをする。
倉橋 レナ（くらはし レナ）、倉橋 リナ（くらはし リナ）
声 - 竹達彩奈（レナ）、本多陽子（リナ）
タビセンに所属する双子の女の子。18歳の大学1年生。実家は御金持。大学生の割にまだあどけなさがありいつも必ず二人で行動し、服装も行動も性格も全てが御揃い。男性に対しては理想が高く好き嫌いが激しいが、人の好い静のことが大変お気に入りで、いつも静と手を取り学内を歩いている。バレンタインデーのときには巨大手作りチョコケーキを静にプレゼントした。ファンクラブがありその名は、「駒井シネシネ団」。
駒井 勇（こまい ゆう）
声 - 石井一貴
静の実弟で、17歳の高校3年生。兄とは対照的にモテるうえ恋愛経験豊富。彼女についてはその都度本気で接するのだが、飽きっぽい性格なので概ね数ヶ月で彼女を取り替える。琴乃には一途に惚れられているが、約束も平気でバックレるなどまったく相手にしていない。
花木 琴乃（はなき ことの）
声 - 日笠陽子
駒井兄弟の幼馴染で静の家庭教師の教え子。15歳の高校1年生。静香にとっては「妹分」的な存在。勇に一途に惚れているが、プレイボーイな勇にはいつも相手にされなかった。五十嵐に惚れられていたが、琴乃の勇への一途な想いは人並みを遥かに超越している。
五十嵐（いがらし）
勇の後輩でバレーボール部所属。16歳。初心で優しい男の子。琴乃に思いを寄せていたが、前述の通り琴乃の勇への強固で一途な想いが基であきらめる。
小西 くるみ（こにし くるみ）
静が流香達と泊まり込みバイトに訪れた有馬温泉の旅館の社員で、仲居歴2年。20歳。静に想いを寄せる。
島津 なぎさ（しまづ なぎさ）
静が中学3年と高校3年の時のクラスメート。20歳。マイペースで先走るところもあるが、とても人思いで明るい人。高校時代駒井兄弟が揃って振られた相手。3年来の同棲相手が同棲している部屋での浮気現場を静と目撃。同棲相手と別れたことをきっかけに静と一時交際していた、静の初体験の相手。実は静が初恋の人。互いの趣味の不一致と、静の流香を忘れられない想いが基で破局。
土屋 剛基（つちや たけき）
タビセンのOB。7年在学の末、大学を卒業。25歳。通称「ツッチー」。静の流香を巡る恋敵。筋金入りのバックパッカーで海外放浪中イギリスで大阪へ強制送還され、大阪からタビセン部室まで徒歩で到達し野宿しかけているのを静に見つかり、静宅に居候していた。バックパッカーのため人との接触も多く人間観察に長けているが、基本的には軟派な部分が目立ち、自他共に認めるヤリチン。当時大学1年の流香に対する振り方も酷かったため、タビセンの後輩たちの目も冷ややかである。
堂本 清（どうもと きよし）
静が二年生になってからの新会員。矢治とタビセンに対するスタンスが似ている。
森園 紫（もりぞの ゆかり）
静が二年生になってからの新会員。岡野、山根と行動を共にしており、3人組の中で引っ張り屋。いつも元気活発で男性陣に対しても垢抜けており積極的。人の恋路に対しおせっかいなところがある。茶髪のセミロング。
岡野 愛（おかの あい）
森園と同期。森園同様元気で明るい女の子。茶髪のショート。
山根 早希（やまね さき）
森園と同期。森園や岡野とは対照的にウブで恥ずかしがり屋だが、中学時代は卓球部所属で矢治の卓球センスに魅せられ、矢治に思いを寄せる。学祭では「ピンポン天使」となり盛り上げた。黒髪のロング。

## ヴォイスコミック
集英社のヴォイスコミック「VOMIC」として、2008年2月6日 からVOMIC公式サイトで配信された。全4回。

## カタコイ
『ヘタコイ』の連載に先立ち、週刊ヤングジャンプ増刊『漫革』vol.53（2006年9月25日増刊号）に掲載。39ページ（扉ページカラー）の読切作品。『ヘタコイ』5巻に収録されている。『ヘタコイ』とは世界設定を共有しており、高校3年生時の駒井静と島津なぎさとの関係が描かれている。

## 書誌情報
- 中野純子『ヘタコイ』集英社〈ヤングジャンプ・コミックス〉、全10巻
  1. 2007年10月24日第1刷発行（10月19日発売[集 1]）、ISBN 978-4-08-877329-2
  2. 2008年4月23日第1刷発行（4月18日発売[集 2]）、ISBN 978-4-08-877429-9
  3. 2008年10月22日第1刷発行（10月17日発売[集 3]）、ISBN 978-4-08-877523-4
  4. 2009年4月22日第1刷発行（4月17日発売[集 4]）、ISBN 978-4-08-877628-6
  5. 2009年10月24日第1刷発行（10月19日発売[集 5]）、ISBN 978-4-08-877738-2
  6. 2010年4月24日第1刷発行（4月19日発売[集 6]）、ISBN 978-4-08-877839-6
  7. 2010年10月24日第1刷発行（10月19日発売[集 7]）、ISBN 978-4-08-879043-5
  8. 2011年4月24日第1刷発行（4月19日発売[集 8]）、ISBN 978-4-08-879133-3
  9. 2011年10月24日第1刷発行（10月19日発売[集 9]）、ISBN 978-4-08-879212-5
  10. 2012年4月24日第1刷発行（4月19日発売[集 10]）、ISBN 978-4-08-879317-7

#### 集英社BOOK NAVI
以下の出典は『集英社BOOK NAVI』（集英社）内のページ。書誌情報の発売日の出典としている。
1. ↑  “ヘタコイ／1｜中野 純子｜ヤングジャンプコミックス” (n.d.). 2009年10月28日閲覧。
2. ↑  “ヘタコイ／2｜中野 純子｜ヤングジャンプコミックス” (n.d.). 2009年10月28日閲覧。
3. ↑  “ヘタコイ／3｜中野 純子｜ヤングジャンプコミックス” (n.d.). 2009年10月28日閲覧。
4. ↑  “ヘタコイ／4｜中野 純子｜ヤングジャンプコミックス” (n.d.). 2009年10月28日閲覧。
5. ↑  “ヘタコイ／5｜中野 純子｜ヤングジャンプコミックス” (n.d.). 2009年10月28日閲覧。
6. ↑  “ヘタコイ／6｜中野 純子｜ヤングジャンプコミックス” (n.d.). 2010年6月6日閲覧。
7. ↑  “ヘタコイ／7｜中野 純子｜ヤングジャンプコミックス” (n.d.). 2010年10月24日閲覧。
8. ↑  “ヘタコイ／8｜中野 純子｜ヤングジャンプコミックス” (n.d.). 2011年4月22日閲覧。
9. ↑  “ヘタコイ／9｜中野 純子｜ヤングジャンプコミックス” (n.d.). 2011年12月26日閲覧。
10. ↑  “ヘタコイ／10｜中野 純子｜ヤングジャンプコミックス” (n.d.). 2012年8月30日閲覧。